# Колорадо-Спрінгс
Колорадо-Спрінгс (англ. Colorado Springs) — місто (англ. city) в США, в окрузі Ель-Пасо у центрі штату Колорадо. Розміщений над річкою Фонтейн-Крік, 98 км на південь від столиці штату, міста Денвер. Рівень над морем 1839 метрів. Місто розташоване на підступі гори Пайкс-Пік, східної сторони Скелястих гір. Населення — 478 961 особа (2020). Місто є другим у штаті Колорадо за чисельністю. У межах агломерації мешкає 626 227 осіб (2009 рік). Площа 482 км².
Прізвиська міста — олімпійське місто США, «спрінгз» («джерела»).

## Історія
Місто засноване 1871 року з думкою про створення елітного курорту. Численними англійськими туристами було прозване «маленьким Лондоном». Другим за привабливістю після Пайкс-Пік є природний парк-монумент «Сад богів». Після Перл-Гарбору Колорадо-Спрінгс переживає військовий бум. У місцевості міста побудовані військові бази: Форт Карсон, авіабаза Петерсон (космічне командування ВПС США), база космічних сил Шрівер, Академія Повітряних сил США.

## Географія
Середня температура липня +21 °C, січня — −2 °C. Опади — 442 мм (у тому числі 110 мм снігу), що випадають переважно з травня по серпень). Колорадо-Спрінгс розташоване за координатами 38°52′2″ пн. ш. 104°45′39″ зх. д. / 38.86722° пн. ш. 104.76083° зх. д. (38.867255, -104.760749). За даними Бюро перепису населення США в 2010 році місто мало площу 504,80 км², з яких 503,86 км² — суходіл та 0,95 км² — водойми.

### Клімат
| Клімат : Колорадо-Спрінгс | Клімат : Колорадо-Спрінгс | Клімат : Колорадо-Спрінгс | Клімат : Колорадо-Спрінгс | Клімат : Колорадо-Спрінгс | Клімат : Колорадо-Спрінгс | Клімат : Колорадо-Спрінгс | Клімат : Колорадо-Спрінгс | Клімат : Колорадо-Спрінгс | Клімат : Колорадо-Спрінгс | Клімат : Колорадо-Спрінгс | Клімат : Колорадо-Спрінгс | Клімат : Колорадо-Спрінгс | Клімат : Колорадо-Спрінгс |
| Показник                  | Січ.                      | Лют.                      | Бер.                      | Квіт.                     | Трав.                     | Черв.                     | Лип.                      | Серп.                     | Вер.                      | Жовт.                     | Лист.                     | Груд.                     | Рік                       |
| Абсолютний максимум, °C   | 22,8                      | 25,0                      | 27,2                      | 30,6                      | 34,4                      | 38,3                      | 37,8                      | 37,2                      | 35,6                      | 30,6                      | 25,6                      | 25,0                      | 38,3                      |
| Середній максимум, °C     | 6,2                       | 7,1                       | 11,2                      | 15,4                      | 20,6                      | 26,1                      | 29,3                      | 27,6                      | 23,6                      | 17,2                      | 10,6                      | 5,6                       | 16,8                      |
| Середній мінімум, °C      | −7,9                      | −6,9                      | −3,3                      | 0,7                       | 5,9                       | 10,7                      | 13,8                      | 13,2                      | 8,5                       | 2,1                       | −3,8                      | −8,1                      | 2,1                       |
| Абсолютний мінімум, °C    | −32,2                     | −32,8                     | −26,7                     | −19,4                     | −9,4                      | −2,8                      | 2,8                       | 1,1                       | −6,7                      | −21,1                     | −24,4                     | −32,8                     | −32,8                     |
| Норма опадів, мм          | 8                         | 9                         | 25                        | 36                        | 52                        | 64                        | 72                        | 85                        | 30                        | 21                        | 10                        | 9                         | 420                       |
| Днів з опадами            | 3,9                       | 4,6                       | 7,6                       | 8,3                       | 10,6                      | 10,2                      | 11,5                      | 13,6                      | 7,3                       | 5,0                       | 4,6                       | 4,3                       | 91,5                      |
| Днів зі снігом            | 4,1                       | 4,4                       | 5,9                       | 3,6                       | 0,8                       | 0                         | 0                         | 0                         | 0,3                       | 1,8                       | 3,8                       | 4,5                       | 29,2                      |
| ------------------------- | ------------------------- | ------------------------- | ------------------------- | ------------------------- | ------------------------- | ------------------------- | ------------------------- | ------------------------- | ------------------------- | ------------------------- | ------------------------- | ------------------------- | ------------------------- |
| Джерело: NOAA             |                           |                           |                           |                           |                           |                           |                           |                           |                           |                           |                           |                           |                           |

## Демографія
Згідно з переписом 2010 року, у місті мешкало 416 427 осіб у 167 788 домогосподарствах у складі 106 744 родин. Густота населення становила 825 осіб/км². Було 179 607 помешкань (356/км²).
Расовий склад населення:
| - 78,8 % — білих - 6,3 % — чорних або афроамериканців - 3,0 % — азіатів - 1,0 % — корінних американців - 0,3 % — вихідців з тихоокеанських островів - 5,5 % — осіб інших рас |

До двох чи більше рас належало 5,1 %. Частка іспаномовних становила 16,1 % від усіх жителів.
За віковим діапазоном населення розподілялося таким чином: 25,0 % — особи молодші 18 років, 64,1 % — особи у віці 18—64 років, 10,9 % — особи у віці 65 років та старші. Медіана віку мешканця становила 34,9 року. На 100 осіб жіночої статі у місті припадало 96,0 чоловіків; на 100 жінок у віці від 18 років та старших — 93,4 чоловіка також старших 18 років.
Середній дохід на одне домашнє господарство становив 73 625 доларів США (медіана — 54 527), а середній дохід на одну сім'ю — 87 366 доларів (медіана — 69 058). Медіана доходів становила 50 046 доларів для чоловіків та 37 769 доларів для жінок. За межею бідності перебувало 13,4 % осіб, у тому числі 18,2 % дітей у віці до 18 років та 7,4 % осіб у віці 65 років та старших.
Цивільне працевлаштоване населення становило 204 138 осіб. Основні галузі зайнятості: освіта, охорона здоров'я та соціальна допомога — 22,3 %, науковці, спеціалісти, менеджери — 12,9 %, мистецтво, розваги та відпочинок — 11,6 %, роздрібна торгівля — 11,3 %.

## Спорт
У Колорадо-Спрінгс знаходиться Олімпійський тренувальний центр США й штаб-квартира національного олімпійського комітету США.

## Відомі люди
- Лон Чейні (1883—1930) — американський актор німого кіно
- Марджорі Доу (1902—1979) — американська актриса німого кіно
- Марселін Дей (1908—2000) — американська кіноакторка.